# Тобіас Монтлер
Тобіас Монтлер (15 лютого 1996 , Швеція ) — шведський легкоатлет, що спеціалізується на стрибках у довжину, призер чемпіонатів світу та Європи у приміщенні.

## Кар'єра
| Рік                | Змагання                       | Місце проведення        | Місце              | Дисципліна              | Результат          | Примітки           |
| Представник Швеція | Представник Швеція             | Представник Швеція      | Представник Швеція | Представник Швеція      | Представник Швеція | Представник Швеція |
| ------------------ | ------------------------------ | ----------------------- | ------------------ | ----------------------- | ------------------ | ------------------ |
| 2013               | Чемпіонат світу серед юнаків   | Донецьк, Україна        | 8                  | стрибки у довжину       | 7.32 м             |                    |
| 2014               | Чемпіонат світу серед юніорів  | Юджин, США              | 8                  | стрибки у довжину       | 7.65 м             |                    |
| 2015               | Чемпіонат Європи в приміщенні  | Прага, Чехія            | 21 (кв.)           | стрибки у довжину       | 7.38 м             |                    |
| 2015               | Чемпіонат Європи серед юніорів | Ескільстуна, Швеція     | 4                  | стрибки у довжину       | 7.68 м             |                    |
| 2015               | Чемпіонат Європи серед юніорів | Ескільстуна, Швеція     | 1                  | естафета 4 x 100 метрів | 39.73              |                    |
| 2017               | Чемпіонат Європи серед молоді  | Бидгощ, Польща          | 3                  | стрибки у довжину       | 7.96 м             |                    |
| 2018               | Чемпіонат Європи               | Берлін, Німеччина       | 4                  | стрибки у довжину       | 8.10 м             | NU23R              |
| 2019               | Чемпіонат Європи в приміщенні  | Глазго, Велика Британія | 1                  | стрибки у довжину       | 8.17 м             | PB                 |
| 2019               | Чемпіонат світу                | Доха, Катар             | 9                  | стрибки у довжину       | 7.96 м             |                    |
| 2021               | Чемпіонат Європи в приміщенні  | Торунь, Польща          | 2                  | стрибки у довжину       | 8.31 м             | NIR                |
| 2021               | Олімпійські ігри               | Токіо, Японія           | 7                  | стрибки у довжину       | 8.08 м             |                    |
| 2022               | Чемпіонат світу в приміщенні   | Белград, Сербія         | 2                  | стрибки у довжину       | 8.38 м             | NIR                |
| 2022               | Чемпіонат світу                | Юджин, США              | 11                 | стрибки у довжину       | 7.81 м             |                    |
| 2022               | Чемпіонат Європи               | Мюнхен, Німеччина       | 2                  | стрибки у довжину       | 8.06 м             |                    |
| 2023               | Чемпіонат Європи в приміщенні  | Стамбул, Туреччина      | 2                  | стрибки у довжину       | 8.19 м             |                    |